# Llista d'episodis de Wickie, el víking
Wickie, el víking (小さなバイキング ビッケ, Chiisana Viking Bikke) és una sèrie d'animació germano-japonesa realitzada l'any 1974 coproduïda pel canal de televisió alemany ZDF i l'austríac ORF. Fou adaptada per l'estudi d'animació japonès Zuiyo Enterprise Company, rebatejat més tard com a Nippon Animation. Originalment, fou estrenada al Japó pel canal de televisió Fuji TV el 3 d'abril de 1974 fins al 24 de setembre de 1975.
A Espanya, la sèrie fou emesa en els anys 70 per Televisió Espanyola aconseguint notable popularitat entre els petits i els adults. A Catalunya, la sèrie fou estrenada en català el 8 de gener de 2003 pel canal de televisió K3, reemetent-se posteriorment en diverses ocasions. La sèrie està formada per 78 episodis de mitja hora de duració cadascun.

## Llista d'episodis
| # | Títol en català                                                                                     | Data d'estrena al Japó | Data d'estrena a Catalunya |
| --- | --------------------------------------------------------------------------------------------------- | ---------------------- | -------------------------- |
| 1 | La cursa Baikingu Tanjō (バイキング誕生)                                                            | 3 d'abril de 1974      | 8 de gener de 2003         |
| En Wickie observa com els vikings fan els preparatius per a la pròxima expedició. L'Halvar, el pare d'en Wickie, li diu que podrà navegar amb ells amb una condició: l'ha de guanyar en una cursa de traginar pedres.                                                                                      | |                        |                            |
| 2 | La trampa Sōra Funade da Shippai da (そーら船出だ 失敗だ)                                           | 10 d'abril de 1974     | 9 de gener de 2003         |
| En Wickie ha de pujar a bord del vaixell com un polissó. Com que no li agrada la violència, ningú no es refia d'ell. El vikings envairan un poble, els capturaran. Serà en Wickie qui els ajudarà a escapar?                                                                                               | |                        |                            |
| 3 | La fugida Nokonoko girigiri Ōdasshutsu (のこのこぎりぎり 大脱走)                                    | 17 d'abril de 1974     | 10 de gener de 2003        |
| Els vikings estan en una presó i no saben com fugir-ne. En Wickie, amb l'ajuda d'un peix espasa, farà un forat a la porta de la presó per poder-ne escapar. | |                        |                            |
| 4 | El mal de queixal de l'Snorre Mushiba yo Saraba (虫歯よ さらば)                                     | 24 d'abril de 1974     | 13 de gener de 2003        |
| L'Snorre, un dels membres de l'expedició dels vikings, té un mal de queixal horrorós. Abans que aparegui l'Sven, en Wickie l'ajudarà a fer passar el dolor. | |                        |                            |
| 5 | Sven el terrible Ijiwaru Suben wo Yattsukero (いじわるスベンを やっつけろ)                          | 1 de maig de 1974      | 14 de gener de 2003        |
| L'Sven és un aventurer molt perillós que es dedica a atacar vaixells dels vikings. Quan està a punt de capturar el vaixell de l'Halvar, en Wickie l'atura calant foc a les veles de la seva nau. | |                        |                            |
| 6 | Una presa de pèl Zeikin tori nante Kowakunai (税金取りなんて 恐くない)                              | 8 de maig de 1974      | 15 de gener de 2003        |
| El vikings tornen a casa amb un bon botí. L'Halvar està de mal humor, perquè sap que haurà de pagar els drets de duana als danesos i que l'Sven li ve al darrere. En Wickie s'empescarà un pla per evitar de pagar i per despistar l'Sven.                                                                 | |                        |                            |
| 7 | Dinou llops Ōkami kari Kontesuto (狼狩りコンテスト)                                                 | 15 de maig de 1974     | 16 de gener de 2003        |
| Quan arriben a casa, els vikings es reparteixen el botí. En Wickie ofereix la seva part com a premi per al guanyador d'un concurs de caçar llops. Què l'ha portat a organitzar aquesta competició? | |                        |                            |
| 8 | L'assalt Suben no Gyakushū (スベンの逆襲)                                                           | 22 de maig de 1974     | 17 de gener de 2003        |
| L'Sven ataca per sorpresa el poblat dels vikings. En Wickie té una idea per vèncer l'Sven: deixarà anar els llops que van capturar per fer fora l'Sven i els seus homes. | |                        |                            |
| 9 | A l'illa de les gavines Bikke to Ōazarashi (ビッケと大あざらし)                                     | 29 de maig de 1974     | 20 de gener de 2003        |
| Els nens del poblat es fan un rai per anar a l'illa de les foques. A en Wickie no li fa cap gràcia la idea, però tot i així els hi acompanya. Durant l'excursió hi ha tota mena de malentesos, però en Wickie es farà amic de les foques.                                                                  | |                        |                            |
| 10 | La promesa Gicchonpa no Yakusoku (ギッチョンパの約束)                                               | 5 de juny de 1974      | 21 de gener de 2003        |
| De tornada cap a Flake, els nostres amics han caigut en una trampa. Resulta que un rei els vol fer pagar un impost per travessar el seu país. Si en Wickie no té una idea genial, els vikings no podran tornar mai més a casa seva. La solució no és gens fàcil, aquesta vegada.                           | |                        |                            |
| 11 | El gegant dels ulls vermells Akai me no Kyojin Tachi (赤い目の巨人たち)                             | 12 de juny de 1974     | 22 de gener de 2003        |
| n dia en Wickie i l'Ylvi es troben l'Snorre a la platja de la vora del poblat. Els diu que els anglesos han fet presoners tots els altres vikings i que ha vingut a demanar ajut. En Wickie i l'Snorre hauran d'anar a Anglaterra a alliberar-los.                                                         | |                        |                            |
| 12 | L'alliberament Harubaru no Kyūshutsu Sakusen (ハルバルの 救出作戦)                                  | 19 de juny de 1974     | 23 de gener de 2003        |
| L'Snorre i en Wickie arriben a Anglaterra per alliberar els vikings. Allà s'hi troben el capità dels gegants dels ulls vermells. A més d'alliberar els vikings, també faran fora els gegants dels ulls vermells d'Anglaterra, i la pau hi tornarà a regnar.                                                | |                        |                            |
| 13 | En Wickie fa un amic Surudoi ken wo motta Subarukeru (鋭い剣を持った スバルケル)                    | 26 de juny de 1974     | 24 de gener de 2003        |
| De tornada cap a Anglaterra, els vikings s'aturen per buscar aigua i es troben rodejats per l'Sverker i els seus seguidors. Per voler perseguir en Wickie, l'Sverker es donarà un cop al cap i es convertirà en una bona persona.                                                                          | |                        |                            |
| 14 | Tempesta al castell Shiro wa Mikake ni Yoranu Mono (城は見かけに よらぬもの)                        | 3 de juliol de 1974    | 27 de gener de 2003        |
| L'Sven i els seus homes han assetjat el poble de Flake i esperen l'arribada dels vikings, que tornen d'un viatge molt llarg amb el vaixell ple d'or. Per aturar-li els peus a l'Sven, en Wickie proposa de llençar l'or al mar.                                                                            | |                        |                            |
| 15 | Salvats un cop més Nigero ya Nigero (逃げろや逃げろ)                                                | 10 de juliol de 1974   | 28 de gener de 2003        |
| En Wickie entra al castell del cuiner. Allà s'assabenta que ha arribat un grup de bufons, els tanca en un magatzem, els pren la roba, i els vikings fugen disfressats de bufons de la cort. | |                        |                            |
| 16 | La canonada Mizuzeme Daisakusen (水攻め大作戦)                                                      | 17 de juliol de 1974   | 29 de gener de 2003        |
| El cobrador d'impostos arriba amb el seu exèrcit al poblat dels vikings. És tan poderós que els vikings no poden fer res per negar-se a pagar. En Wickie farà servir unes canonades per plantar-los cara.                                                                                                  | |                        |                            |
| 17 | Bombers voluntaris Sekai de Saisho no Shōbōtai (世界で最初の 消防隊)                                | 24 de juliol de 1974   | 30 de gener de 2003        |
| Al poblat dels vikings s'hi ha declarat un incendi i ningú no sap què fer. En Wickie ajuntarà tot de canonades per apagar les flames. A partir d'ara al poblat dels vikings ja tindran el seu propi cos de bombers.                                                                                        | |                        |                            |
| 18 | El colom missatger Hato to Bikke to Azarashi (鳩とビッケと あざらしと)                              | 31 de juliol de 1974   | 31 de gener de 2003        |
| En Wickie i l'Ylvi tenen un nou passatemps: ensinistrar coloms. L'Halvar diu que és una ximpleria, però ben aviat s'adonarà que estava equivocat. Gràcies als coloms en Wickie podrà salvar en Gilby i l'Ylvi.                                                                                             | |                        |                            |
| 19 | El vaixell volador Bikke to Ōkina Tako (ビッケと 大きなタコ)                                        | 7 d'agost de 1974      | 4 de febrer de 2003        |
| Els homes de l'Halvar han enviat un colom al poblat dels vikings per avisar que tenen problemes. En Wickie els alliberarà construint tot d'estels amb pells d'animals. | |                        |                            |
| 20 | El rei golafre Ōsama wa Kuishinbo (王様はくいしんぼ)                                                | 14 d'agost de 1974     | 5 de febrer de 2003        |
| Els vikings arriben al país dels búlgars. El seu rei, que és un golafre, els captura. Al final, aconsegueixen fugir tots menys l'Halvar. En Wickie es farà passar per un cuiner etíop per enredar el rei i alliberar el seu pare.                                                                          | |                        |                            |
| 21 | La dona malvada Kushami Kona 25 Gō (くしゃみ粉25号)                                                 | 21 d'agost de 1974     | 6 de febrer de 2003        |
| Els Magyars ja tenen la venjança preparada. Aturaran els vikings amb la màquina de fer vent i no tindran compassió. L'Snorre i en Wickie, però, encara no hi han dit la seva. | |                        |                            |
| 22 | El cofre dels tresors Harubaru no Takarabako (ハルバルの宝箱)                                       | 28 d'agost de 1974     | 7 de febrer de 2003        |
| L'Sven i els seus homes han assetjat el poble de Flake i esperen l'arribada dels vikings, que tornen d'un viatge molt llarg amb el vaixell ple d'or. | |                        |                            |
| 23 | La venjança dels peixos serra Nokogiri ei no Katakiuchi (のこぎりエイの 敵討ち)                     | 4 de setembre de 1974  | 10 de febrer de 2003       |
| Els vikings, farts que els peixos serra els facin malbé el vaixell, decideixen declarar-los la guerra. | |                        |                            |
| 24 | El Faxe té una promesa Fakuse no Oyomesan (ファクセのお嫁さん)                                      | 11 de setembre de 1974 | 11 de febrer de 2003       |
| Els vikings estan decidits a casar en Faxe. L'Halvar ja li ha trobat promesa i tot! En Faxe, però, és molt tímid i, arran d'un malentès, haurà de superar una prova de coratge. S'haurà de llançar al fons del mar a recuperar una joia! En Wickie, com sempre, tindrà una idea genial!                    | |                        |                            |
| 25 | El vaixell fantasma Yūreisen wo yattsukero (ゆうれい船を やっつけろ)                                | 18 de setembre de 1974 | 12 de febrer de 2003       |
| A les costes de Flake hi ha aparegut un vaixell fantasma, però ningú no és prou valent per acostar-s'hi. | |                        |                            |
| 26 | El tresor esquimal Yuki to Kōri no Takarajima (雪と氷の宝島)                                        | 25 de setembre de 1974 | 13 de febrer de 2003       |
| Després d'un llarg viatge, els vikings comencen a buscar el tresor del mapa que es va trobar en Wickie al vaixell fantasma. El cap del esquimals els mostrarà el camí per arribar al Palau de Gel, on se suposa que hi ha el tresor. Però el palau està a punt d'esfondrar-se...                           | |                        |                            |
| 27 | La petita balena Bikke to kujira no oyako (ビッケと クジラの親子)                                   | 2 d'octubre de 1974    | 14 de febrer de 2003       |
| El vikings tornen a casa amb les mans buides. Tot són cares llargues, però el pitjor de tot és que arribar a Flake sense cap tresor serà una deshonra. | |                        |                            |
| 28 | Quin corcó de gavina Kamome no Kaaru (かもめのカール)                                               | 9 d'octubre de 1974    | 17 de febrer de 2003       |
| A bord no hi ha res per menjar, i encara queden dies per arribar a Flake! L'Snorre i en Tejure ja tenen la solució! Han atrapat una gavina malalta i estan decidits a cruspir-se-la! | |                        |                            |
| 29 | Aventura a Grècia Girisha no Kuni no Meiro (ギリシャの国の 迷路)                                    | 16 d'octubre de 1974   | 18 de febrer de 2003       |
| Els vikings han tornat a salpar i s'han trobat amb un vaixell grec. El capità els convencerà que si els segueixen fins a Grècia, el rei els donarà un munt de tresors. Dit i fet. Grècia és plena de tresors, però com s'ho faran per sortir del laberint?                                                 | |                        |                            |
| 30 | Els Jocs Olímpics dels Vikings Girisha no Kuni no Orinpikku (ギリシャの国の オリンピック)           | 23 d'octubre de 1974   | 19 de febrer de 2003       |
| Els vikings continuen en mans del rei de Grècia, que ha proposat un tracte a l'Halvar. Si guanyen els Jocs Olímpics, els deixarà marxar. Els nostres amics ens demostraran que estan fets uns campions, però de poder fugir, ja en parlarem...                                                             | |                        |                            |
| 31 | Una sorpresa desagradable Denmaaku no Bōken (zenpen) (デンマークの 冒険 (前編))                     | 30 d'octubre de 1974   | 20 de febrer de 2003       |
| Els vikings tornen d'un viatge molt llarg, contents, però cansats. En arribar a Flake es troben que el poble està buit. Els nens i les nenes s'han amagat al bosc i les dones han desaparegut. Han estat els danesos, i s'han endut les dones a Dinamarca!                                                 | |                        |                            |
| 32 | La fugida del castell Denmaaku no Bōken (kōhen) (デンマークの 冒険 (後編))                          | 6 de novembre de 1974  | 21 de febrer de 2003       |
| El rei de Dinamarca és més espavilat del que es pensaven i ha acabat capturant els homes de Flake mentre intentaven rescatar les seves dones. El problema, però, és que el rei danès n'està molt, ara, de les dones. I és que cuinen tan bé, que no les vol deixar marxar per res del món!                 | |                        |                            |
| 33 | Un tal senyor Brivallol Kitaguni kara kita Otoko (北国から来た男)                                   | 13 de novembre de 1974 | 24 de febrer de 2003       |
| L'Ylva s'ha quedat impressionada amb el senyor Brivallol. A més, no és pas l'única. Després dels regals que ha fet per Flake, s'ha ficat tot el poble a la butxaca. Quina una en deu portar de cap? Els vikings, quan ho descobreixin, ja serà massa tard...                                               | |                        |                            |
| 34 | La roca que parla Shurakku mura no Shōnen (シュラック村の 少年)                                     | 20 de novembre de 1974 | 25 de febrer de 2003       |
| Cada any hi ha una baralla entre el poble de Flake i el de Schlack per decidir a quin dels dos se celebrarà la Festa dels Vikings. En Wickie, fill del cap de Flake, i en Finn, fill del cap de Schlack, no acaben d'entendre perquè no poden fer la festa junts. A més, tenen la solució!                 | |                        |                            |
| 35 | En Wickie puja al cel Bikke sora wo tobu (ビッケ空をとぶ)                                           | 27 de novembre de 1974 | 26 de febrer de 2003       |
| Els vikings se'n tornen a anar de viatge. Aquesta vegada, tenen la intenció d'arribar a Rússia. Per culpa d'una tempesta amb unes ràfegues de vent que espanten, en Wickie acaba sol en una illa deserta. Només té el pal i un tros de vela del vaixell. I les seves amigues, les foques...                | |                        |                            |
| 36 | La retrobada Harubaru maigo ni naru (ハルバル 迷子になる)                                           | 4 de desembre de 1974  | 27 de febrer de 2003       |
| En Wickie continua sol a l'illa deserta rumiant com s'ho pot fer per retrobar-se amb els vikings. L'Halvar està desesperat i ja ha perdut totes es esperances de trobar el seu fill. Pot ser que, sense saber-ho, estiguin perduts per la mateixa illa?                                                    | |                        |                            |
| 37 | A casa del gran cap Humbelkappa Hentekona omotenash (変てこな おもてなし)                           | 11 de desembre de 1974 | 28 de febrer de 2003       |
| Els vikings han arribat a un nou continent. Estan entusiasmats del nou descobriment que acaben de fer! Ara toca reconèixer el terreny. Aviat s'adonaran que no estan sols. Els indis no fan cara de tenir gaires amics. Avui, els vikings, per primera vegada, sabran què és passar por.                   | |                        |                            |
| 38 | El regal dels convidats Binka jin no takaramono (ビンカ人の宝物)                                    | 18 de desembre de 1974 | 3 de març de 2003          |
| Al final ha resultat que els Winkes eren una tribu pacífica i molt hospitalària. A més, com que són tan bons artesans, tenen un poblat ple d'enginys que fan la vida molt còmoda. Els vikings, per quedar bé, els han de fer un regal, però és tan complicat trobar-ne un que sigui original...            | |                        |                            |
| 39 | La invasió del poblat dels Winkes Osharena Sunoppe (おしゃれなスノッペ)                             | 25 de desembre de 1974 | 4 de març de 2003          |
| La pau que es viu al poblat dels Winkes, on els vikings fa dies que s'han instal·lat, està a punt d'acabar-se. Per l'horitzó ha aparegut el vaixell de l'Snoppe, el víking més temut de tots els mars, disposat a declarar la guerra als nostres amics.                                                    | |                        |                            |
| 40 | L'Snoppe se salva pels pèls Nobita Sunoppe no makige (のびたスノッペの 巻毛)                        | 1 de gener de 1975     | 5 de març de 2003          |
| L'Snoppe ha declarat la guerra als vikings, que han de trobar la manera de vènce'l sense haver de lluitar. L'últim que volen és que aquest víking tan malcarat acabi saquejant els seus amics indis. Te la imagines una guerra entre víkings sense batusses?                                               | |                        |                            |
| 41 | El comiat dels Winkes Natsukashi no Furaake (なつかしの フラーケ)                                   | 8 de gener de 1975     | 6 de març de 2003          |
| Després de la llarga estada a l'illa de la tribu dels Winkes, i després d'haver deixat en ridícul l'Snoppe, als nostres amics els ha arribat l'hora de tornar cap a casa. Aquesta vegada, en lloc d'arribar amb tresors robats, ho faran amb el vaixell ple de regals dels indis.                          | |                        |                            |
| 42 | Arriba el circ Furaake mura ni saakasu ga yatte kita (フラーケ村に サーカスがやって来た)            | 15 de gener de 1975    | 7 de març de 2003          |
| A Flake ha arribat el circ! El poble és un clam. Tothom està emocionat. Tot són rialles i sorpreses. Però atenció, perquè també acaba d'arribar el recaptador d'impostos! Com s'ho poden fer per fer-lo fora? Potser els artistes del circ els hi ajudarien...                                             | |                        |                            |
| 43 | La victòria de l'Halvar Wara ningyo sensō (わら人形戦争)                                            | 22 de gener de 1975    | 10 de març de 2003         |
| Aviat s'escollirà qui serà el cap de tots els caps dels vikings. En Baltac d'Schlack fa vint anys que ho és, però aquesta vegada l'Halvar està disposat a fer el que faci falta per aconseguir el títol, fins i tot declarar la guerra als seus veïns.                                                     | |                        |                            |
| 44 | Els buscadors de tresors furaake zoku wa hatake shigoto ga daikirai (フラーケ族は 畑仕事が大きらい) | 29 de gener de 1975    | 11 de març de 2003         |
| L'Halvar i en Baltac ja ho tenen tot a punt per sortir junts d'expedició. Si uneixen les forces, seran imparables. Però les dones de Flake han posat el crit al cel. Estan fartes que els seus marits no les ajudin gens. L'Ylva hi té molt a dir, i no es pensa pas mossegar la llengua.                  | |                        |                            |
| 45 | El missatger de Bulgària Raisei Buruuretto to Bikke (雷声 ブルーレットとビッケ)                     | 5 de febrer de 1975    | 12 de març de 2003         |
| El rei de Bulgària, que està en perill, ha enviat un missatger al poble dels vikings per demanar-los que l'ajudin a aturar els perillosos Homes Grisos. Els nostres amics no s'ho pensen dues vegades i se'n van cap a terres de Bulgària, on els espera una gran sorpresa.                                | |                        |                            |
| 46 | En Bullermann té un pla Oya shirazu to tonneru sakusen (親知らずと トンネル作戦)                    | 12 de febrer de 1975   | 13 de març de 2003         |
| Els vikings fan guàrdia a la fortalesa del rei de Bulgària, convençuts que els Homes Grisos tornaran a atacar. Però aquests malvats personatges tenen un altre pla. Han excavat un túnel per agafar els nostres amics per sorpresa. A més, en Wickie té mal de queixal i no està per gaires idees...       | |                        |                            |
| 47 | En Bullermann no es rendeix Bikke to sasauma sakusen (ビッケと竹馬作戦)                             | 19 de febrer de 1975   | 14 de març de 2003         |
| En Bullerman treu foc pels queixals. Els vikings han tornat a vèncer els Homes Grisos i ha jurat que es venjaria dels homes de Flake. Aquesta vegada, els Homes Grisos intentaran entrar a la fortalesa amb xanques. A la tercera va la vençuda.                                                           | |                        |                            |
| 48 | Hi has caigut, Bullermann Qagamama buruuretto no ōhangeki (わがままブルーレットの 大反撃)           | 26 de febrer de 1975   | 17 de març de 2003         |
| En Bullerman ha estat derrotat per tercera vegada, però encara no n'ha tingut prou. A cada batalla, la ràbia es fa més grossa i la guerra continua. Ara té un altre pla que no pot fallar de cap manera. Abans que es faci de nit, la fortalesa podria estar a les seves mans.                             | |                        |                            |
| 49 | El regal d'en Bullermann ōkina Bokuma no Okurimono (大きな木馬の 贈り物)                            | 7 de març de 1975      | 18 de març de 2003         |
| La guerra contra els Homes Grisos no s'acaba mai. Després de l'última derrota, en Bullermann té un pla infalible. Enredarà els vikings amb un cavall de fusta gran com una casa. Aquesta vegada no pot fallar... Si en Wickie no té res a dir-hi, és clar.                                                 | |                        |                            |
| 50 | Encallats en el gel Hokkyoku no Bōken (北極の冒険)                                                  | 12 de març de 1975     | 19 de març de 2003         |
| Els vikings se n'han anat d'aventura al Pol Nord i s'han trobat que el gel pot ser molt perillós. S'hi han quedat encallats amb el vaixell. Aviat se'ls acabaran els queviures, i els caldrà fusta per escalfar-se. La situació és desesperada! Com s'ho faran?!                                           | |                        |                            |
| 51 | Wickie i els molins de vent Harubaru Tōsan no Dasshutsu Sakusen (ハルバル父さんの 脱出作戦)         | 19 de març de 1975     | 20 de març de 2003         |
| Atrets per un botí molt suculent, els vikings cauen a la trampa del rei d'Holanda, que els fa presoners. Si volen tornar cap a casa, abans hauran d'assecar l'aigua de tot el país, que està completament inundat. Avui en Wickie haurà de fer fer moltes voltes al cap...                                 | |                        |                            |
| 52 | A l'illa del drac Bikke no Kazan Shima Tanken (ビッケの 火山島探検)                                 | 26 de març de 1975     | 21 de març de 2003         |
| L'Halvar i els seus homes han salpat a la recerca d'una illa solitària que se suposa que és plena de diamants. L'aventura està servida, sempre plena de sorpreses. L'Ulme fins i tot compondrà un poema per explicar totes les proeses dels vikings!                                                       | |                        |                            |
| 53 | La lluita de l'Halvar contra l'ós Harubaru Tōsan no Kuma Taiji (ハルバル父さんの 熊退治)            | 2 d'abril de 1975      | 24 de març de 2003         |
| Un ós ha entrat a Flake i s'ha menjat la vaca de l'Snorre. Precisament, l'Ylva, en Wickie i l'Ylvi han anat al bosc a collir fruites silvestres. Quin perill! A l'Halvar no li queda cap altra opció: ha de sortir tot sol a plantar cara a l'ós.                                                          | |                        |                            |
| 54 | L'Halvar té galteres Otafuku kaze to Harubaru (おたふく風邪と ハルバル)                             | 9 d'abril de 1975      | 25 de març de 2003         |
| En Wickie ha agafat galteres i l'Halvar li diu que fa comèdia, que no n'hi ha per tant. Aviat, però, li tocarà mossegar-se la llengua: quan agafi ell les galteres. El cap del poble, perquè no sigui dit, és capaç fins i tot d'amagar que està malalt.                                                   | |                        |                            |
| 55 | El caçador caçat Uroobu jiisan no Katsuyō (ウローブじいさんの 活躍)                                 | 16 d'abril de 1975     | 26 de març de 2003         |
| L'Halvar ha decidit que l'Urobe s'ha de jubilar. Ben mirat, ja comença a ser una mica vellet. De sobte, l'Sven intenta enredar els vikings i l'experiència de l'Urobe serà vital per salvar el poble de Flake. Potser no és tan bona idea, això de jubilar l'Urobe...                                      | |                        |                            |
| 56 | En Wickie i el cavall Harubaru tōsan no Sutekina Omiyage (ハルバル父さんの 素敵なおみやげ)          | 23 d'abril de 1975     | 27 de març de 2003         |
| L'Halvar ha decidit que l'Urobe s'ha de jubilar. Ben mirat, ja comença a ser una mica vellet. De sobte, l'Sven intenta enredar els vikings i l'experiència de l'Urobe serà vital per salvar el poble de Flake. Potser no és tan bona idea, això de jubilar l'Urobe.                                        | |                        |                            |
| 57 | L'illa dels ocells Bikke to Chicchi no Hyōryūki (ビッケとチッチの 漂流記)                           | 30 d'abril de 1975     | 28 de març de 2003         |
| Una tempesta molt forta s'ha endut en Wickie i l'Ylvi fins a una illa deserta. A l'illa hi viu una nena que no es refia dels vikings i que no els vol ajudar. Aleshores, apareixen les gavines, decidides a atacar-los.                                                                                    | |                        |                            |
| 58 | En Wickie i el llop ōkami nante Kowakunai (狼なんて恐くない)                                        | 7 de maig de 1975      | 31 de març de 2003         |
| En Wickie ha hagut de pujar dalt d'un arbre per fugir del llop que el persegueix. Quan apareix l'Halvar, el nostre heroi no es pot creure el que veu. El seu pare no s'atura a ajudar-lo, passa de llarg com si res. En Wickie se n'haurà de sortir tot sol.                                               | |                        |                            |
| 59 | En Baltac les passa magres Isogaba maawre kyūshutsu sakusen (急がば回れ 救出作戦)                   | 14 de maig de 1975     | 1 d'abril de 2003          |
| L'Olaf ha arribat a Flake desesperat! Diu que han atacat Schlack, que en Baltac ha caigut en una trampa i els demana que els vagin a ajudar. Pel camí, els vikings comencen a trobar-se entrebancs. Vols dir que no és una ensarronada, tot plegat?                                                        | |                        |                            |
| 60 | El viatge a Tarlis Paruri no ōjosama (パルリの王女様)                                               | 21 de maig de 1975     | 2 d'abril de 2003          |
| Els vikings han tirat àncores en un port de l'Aràbia. En Wickie, tot voltant per un mercat exòtic, coneix una nena que li demana que l'ajudi. Aviat sabrà que es tracta de la princesa d'aquell país, que acaba de fugir del castell. Però, de qui fuig, en realitat?                                      | |                        |                            |
| 61 | Dos gallets de brega Okashina komatta tōsenbō (おかしな困った とうせんぼ)                           | 28 de maig de 1975     | 3 d'abril de 2003          |
| De camí cap al regne de Kamtxa, els vikings es veuen obligats a aturar-se en un petit pont on fa anys que dues tribus no paren de barallar-se. Si volen continuar el viatge, els nostres amics guerrers hauran de fer que els Kunju i els Puula facin les paus. Se'n sortiran?                             | |                        |                            |
| 62 | Els fantasmes necessiten ajuda Yūreisan wo Tasukeyō (幽霊さんを 助けよう)                           | 4 de juny de 1975      | 4 d'abril de 2003          |
| Els vikings han trobat una illa amb un castell. En arribar-hi, s'adonen que hi passen coses molt estranyes. Pot ser que hi hagi fantasmes? Sigui com sigui, l'Halvar i els seus homes estan decidits a passar la nit al castell. Una nit que promet ser molt moguda...                                     | |                        |                            |
| 63 | Som vikings dels de debò Hontō no baikingu dazo (本当の バイキングだぞ)                             | 11 de juny de 1975     | 7 d'abril de 2003          |
| Els vikings, decidits a saquejar un castell, acaben guanyant el primer premi del ball de disfresses que s'hi estava fent. En realitat, no els ha fet gaire gràcia que els prenguin per uns simples convidats, i no trigaran gaire a demostrar que són vikings dels de debò.                                | |                        |                            |
| 64 | L'auguri Sunoore no ōyogen (スノーレの大予言)                                                       | 18 de juny de 1975     | 8 d'abril de 2003          |
| L'Snorre ha somiat que, del pròxim viatge, no tornarà cap viking a Flake. No n'hi haurà cap que ho pugui explicar. De sobte, s'acosta una tempesta terrible i tot fa pensar que l'auguri de l'Snorre podria fer-se realitat. Aquesta vegada, sembla que no hi ha escapatòria...                            | |                        |                            |
| 65 | L'espasa d'or ōgon no ken to guraidaa (黄金の剣と グライダー)                                       | 25 de juny de 1975     | 9 d'abril de 2003          |
| El príncep de Molossó ha aparegut a la platja de Flake. Anava en direcció a una illa on hi ha l'espasa d'or que l'hauria hagut de convertir en rei. Ell, igual que tots els seus germans, no ha pogut acomplir la missió. Els vikings, tot i els perills de l'illa misteriosa, estan decidits a ajudar-lo. | |                        |                            |
| 66 | La victòria d'en Wickie Bikke ga chesu de ōshōri (ピッケがチェスで 大勝利)                          | 2 de juliol de 1975    | 10 d'abril de 2003         |
| Els vikings han fet un viatge molt llarg per vendre les pells en una ciutat de Rússia. Però per poder-les vendre, algun dels vikings haurà de fer una partida d'escacs amb el rei. Com s'ho faran, si no n'hi ha cap que en sàpiga?                                                                        | |                        |                            |
| 67 | Un viatge ple d'obstacles kawa to kawa wo musunjae! (川と川を 結んじゃえ!)                          | 9 de juliol de 1975    | 11 d'abril de 2003         |
| De tornada cap a Flake, els nostres amics han caigut en una trampa. Resulta que un rei els vol fer pagar un impost per travessar el seu país. Si en Wickie no té una idea genial, els vikings no podran tornar mai més a casa seva. La solució no és gens fàcil, aquesta vegada.                           | |                        |                            |
| 68 | La juguesca d'en Tjure i l'Snorre Chuure to Sunoore no ōgenka (チューレとスノーレの 大げんか)       | 16 de juliol de 1975   | 22 d'abril de 2003         |
| L'Snorre i en Tjure, que sempre se les tenen, han decidit retre's en duel per acabar d'una vegada amb les discussions. En va, les seves dones intenten evitar-ho, igual que l'Halvar, que fa de tot perquè se'n desdiguin. Com s'ho farà en Wickie per aturar-los?                                         | |                        |                            |
| 69 | Qui serà el proper cap? Tsugi no okashira wa dare da (次のおかしらは 誰だ)                          | 23 de juliol de 1975   | 23 d'abril de 2003         |
| A Flake només es parla d'una cosa: qui serà el successor de l'Halvar com a cap dels vikings? L'Halvar, al qual no li fan cap gràcia tots aquests rumors, permetrà que els seus homes, un rere l'altre, ocupin el seu lloc durant tres dies.                                                                | |                        |                            |
| 70 | El narrador de contes Harubaru tōsan to kami shibai (ハルバル父さんと 紙芝居)                       | 30 de juliol de 1975   | 24 d'abril de 2003         |
| L'Halvar, després d'escoltar en Huke explicant la història de l'Anna, una nena òrfena, s'ha posat a plorar com una magdalena. El problema és que en Tjure i l'Snorre l'han vist plorant, i ara perilla la seva reputació d'home dur. Com s'ho farà per recuperar-la?                                       | |                        |                            |
| 71 | El tresor secret Hesokuri besokaki takaramono (へそくりべそかき 宝物)                               | 6 d'agost de 1975      | 25 d'abril de 2003         |
| Avui s'ha d'enderrocar el graner vell del senyor Rasclet. El Pansit, abans de començar l'enderrocament, descobreix una conillera molt a prop del graner. No podran pas començar la feina fins que no tinguin els conills en un lloc segur, oi?                                                             | |                        |                            |
| 72 | La guerra del formatge Bikke to harubaru no chie kurabe (ビッケとハルバルの 知恵くらべ)             | 13 d'agost de 1975     | 28 d'abril de 2003         |
| Els vikings fa anys que estalvien per comprar una estàtua nova per a la plaça del mercat de Flake. Les dones, però, creuen que és una despesa innecessària i que valdria més comprar vaques amb els estalvis. Qui se sortirà amb la seva, els homes o les dones?                                           | |                        |                            |
| 73 | Nàufrags Robin otōsan no sumu shima (ロビン小父さんの 住む島)                                       | 20 d'agost de 1975     | 29 d'abril de 2003         |
| Tot tornant de l'Àfrica, una tempesta fa que els vikings acabin encallats en una illa on hi viu un nàufrag. A canvi de l'hospitalitat, abans que se'n tornin cap a casa, el nàufrag els demana que li donin tot el botí que porten. Com s'ho farà, en Wickie, per convèncer-lo?                            | |                        |                            |
| 74 | Una aposta que fa aigües Docchi no yama ga takai ka (どっちの山が 高いか)                           | 27 d'agost de 1975     | 30 d'abril de 2003         |
| En Baltac, el cap del poble de Schlack, ha deixat Flake sense aigua. La batalla entre tots dos pobles sembla inevitable. Com s'ho pot fer, en Wickie, per evitar el pitjor? S'ho haurà de rumiar molt bé, aquesta vegada, si no vol que això s'acabi com el rosari de l'aurora.                            | |                        |                            |
| 75 | La dona d'en Tjure ja n'està farta Nakuna chuure (泣くなチューレ)                                   | 3 de setembre de 1975  | 2 de maig de 2003          |
| En Tjure s'ha discutit amb la seva dona, que ha decidit no tornar a cuinar mai més per a ell! La solució d'en Tjure és convidar tots els vikings a sopar a casa seva, però tot i així la seva dona es nega a cuinar. Potser si l'Snorre li donés un bon ensurt canviaria d'actitud.                        | |                        |                            |
| 76 | La neboda de l'Urobe Fakuse to kikyū to rundo no musume (ファクセと気球と ルンドの娘)               | 10 de setembre de 1975 | 5 de maig de 2003          |
| La Lora, la neboda de l'Urobe, ha vingut de visita a Flake. És tan bonica que sembla una princesa. L'Sven, que ha sentit la notícia i es pensa que és una princesa de veritat, està decidit a segrestar-la per demanar-ne a canvi un vaixell ple d'or!                                                     | |                        |                            |
| 77 | La festa a Hanka Atarashii fune wo okurō (新しい船を おくろう)                                      | 17 de setembre de 1975 | 6 de maig de 2003          |
| A Hanka, el poble que hi ha al costat de Flake, cada any hi celebren una festa on es reuneixen tots els vikings del nord. El concurs de vaixells és l'acte més esperat, tant pels vikings com per l'Sven, que hi veu l'oportunitat de destrossar la nau de l'Halvar...                                     | |                        |                            |
| 78 | L'or de Dinamarca Nakamahazure ni sareta harubaru (仲間はづれにされた ハルバル)                     | 24 de setembre de 1975 | 7 de maig de 2003          |
| Està a punt d'esclatar una guerra entre Suècia i Dinamarca. A Flake ha arribat un missatger dels danesos que demana a l'Halvar que els ajudi a canvi d'una bossa plena d'or, però els vikings acaben de tornar d'una batalla i estan molt cansats. Què li agafa a l'Halvar? Que s'ha tornat covard?        | |                        |                            |